# Ліга чемпіонів УЄФА серед жінок 2021—2022
Жіноча Ліга чемпіонів УЄФА 2021–22 — двадцять перший розіграш турніру і тринадцятий з моменту перетворення його в Лігу чемпіонів. Це перший турнір Жіночої Ліги чемпіонів із груповим раундом на 16 команд. Фінальний матч турніру відбувся 22 травня 2022 року в Турині на стадіоні «Ювентус Стедіум». Переможцем в 8-й раз став французький Олімпік Ліон.

## Учасники турніру
- Чинний чемпіон та чемпіони трьох найкращих асоціацій (Франція, Німеччина та Іспанія) одразу вийшли до групового етапу. Оскільки «Барселона» була і чинним переможцем турніру, і чемпіоном Іспанії, чемпіон четвертої асоціації (Англія) також без кваліфікаційного раунду потрапив до групового етапу. Тобто, «Челсі» там склав компанію «ПСЖ» та «Баварії».
- Чемпіон української ліги та всі чемпіони інших асоціацій потрапили до кваліфікаційного Шляху чемпіонів. Чемпіони асоціацій, що займали у рейтингу місця з 5-го по 7-е (Швеція, Чехія та Данія) розпочали турнір з другого раунду, решта (місця з 8-го по 50-е) — з першого раунду.
- Віцечемпіони шести найсильніших асоціацій (Франція, Німеччина, Іспанія, Англія, Швеція, Чехія) розпочали турнір з другого раунду Шляху представників ліг.
- Власники третіх місць цих шести асоціацій, а також володарі других місць наступних десяти асоціацій (Данія, Нідерланди, Італія, Казахстан, Норвегія, Ісландія, Швейцарія, Шотландія, Росія, Білорусь) вступили у боротьбу з першого раунду Шляху представників ліг.

## Результати

### Перший кваліфікаційний раунд

#### Шлях чемпіонів
На цій стадії зіграли 43 команди: чемпіони асоціацій із рейтингами від восьмого та нижче. Учасники були розбиті на 11 міні-турнірів: десять турнірів пройшли за участю чотирьох команд і ще одна — за участю трьох. Команди із найвищим рейтингом провели фінали вдома. Переможці 11 фіналів потрапили до другого раунду, де приєдналися до трьох команд із прямими путівками. У другому раунді було розіграно сім путівок до групового етапу.
Півфінальний раунд
| Команда 1        | Рахунок        | Команда 2         |
| ---------------- | -------------- | ----------------- |
| Житлобуд-1       | 5:1            | НСА Софія         |
| ЦСКА             | 1:1 4:1 (д.ч.) | Свонсі Сіті       |
| Аполлон          | 0:0 2:0 (д.ч.) | Динамо Мінськ     |
| Ювентус          | 12:0           | Каменіца Саса     |
| Гiнтра           | 2:0            | Флора             |
| Осієк            | 5:0            | Брезніца          |
| Бенфіка          | 4:0            | Кир'ят-Гат        |
| Брєйдаблік       | 7:0            | Клаксвік          |
| Глазго Сіті      | 3:0            | Біркіркара        |
| Шимкент          | 4:0            | Слован            |
| Андерлехт        | 3:0            | Хаяса             |
| Сараєво-2000     | 0:1            | Расінг Люксембург |
| Серветт          | 1:0            | Гленторан         |
| Клуж             | 0:4            | Аланд Юнайтед     |
| ПАОК             | 6:0            | Аненій-Ной        |
| Волеренга        | 5:0            | Митровиця         |
| Санкт-Пельтен    | 7:0            | Бешикташ          |
| Твенте           | 9:0            | Самегрело         |
| Спартак Суботица | 5:2            | Пімаунт           |
| Мура             | 6:1            | РФС               |
| Ференцварош      | 2:1            | Чарні Сосновець   |

Фінальний раунд
| Команда 1     | Рахунок        | Команда 2         |
| ------------- | -------------- | ----------------- |
| Житлобуд-1    | 4:1            | Мура              |
| Аполлон       | 2:1            | ЦСКА              |
| Гiнтра        | 1:8            | Брєйдаблік        |
| Волеренга     | 2:0            | ПАОК              |
| Санкт-Пельтен | 1:4            | Ювентус           |
| Шимкент       | 0:1            | Глазго Сіті       |
| Андерлехт     | 0:1            | Осієк             |
| Бенфіка       | 7:0            | Расінг Люксембург |
| Серветт       | 1:0            | Аланд Юнайтед     |
| Твенте        | 3:3 5:3 (д.ч.) | Спартак Суботица  |
| Влазнія       | 0:0 3:1 (пен.) | Ференцварош       |

#### Шлях представників ліг
На цій стадії зіграли 16 команд: володарі других місць з асоціацій із рейтингами від сьомого до 16-го та володарі третіх місць з асоціацій із рейтингами від першого до шостого. Учасників було розбито на чотири мінітурніри. У кожному мінітурнірі зіграли чотири команди.
Переможці чотирьох фіналів потрапили до другого раунду, куди шість команд отримали пряму перепустку. У другому раунді було розіграно п'ять путівок до групового етапу.
Півфінальний раунд
| Команда 1  | Рахунок | Команда 2    |
| ---------- | ------- | ------------ |
| Арсенал    | 4:0     | Окжетпес     |
| Цюрих      | 1:2     | Мілан        |
| ПСВ        | 3:1     | Локомотів    |
| Гоффенгайм | 1:0     | Валюр        |
| Брондбю    | 0:1     | Крістіанстад |
| Бордо      | 2:1     | Словацко     |
| Леванте    | 2:1     | Селтік       |
| Мінськ     | 1:2     | Русенборг    |

Фінальний раунд
| Команда 1  | Рахунок        | Команда 2    |
| ---------- | -------------- | ------------ |
| Арсенал    | 3:1            | ПСВ          |
| Гоффенгайм | 2:0            | Мілан        |
| Бордо      | 3:1            | Крістіанстад |
| Леванте    | 2:2 4:3 (д.ч.) | Русенборг    |

### Другий кваліфікаційний раунд

#### Шлях чемпіонів
Одинадцять переможців фіналів першого раунду приєдналися до трьох команд, які стартували на цій стадії: чемпіони національних асоціацій на п'ятому, шостому та сьомому місцях у рейтингу. На цій стадії протистояння складалось з двох матчів (на своєму полі та в гостях)
| Команда 1 | Заг. | Команда 2   | 1-й матч | 2-й матч |
| --------- | ---- | ----------- | -------- | -------- |
| Аполлон   | 2:5  | Житлобуд-1  | 1:2      | 1:3      |
| Влазнія   | 0:3  | Ювентус     | 0:2      | 0:1      |
| Твенте    | 1:5  | Бенфіка     | 1:1      | 0:4      |
| Спарта    | 0:3  | Кеге        | 0:1      | 0:2      |
| Осієк     | 1:4  | Брєйдаблік  | 1:1      | 0:3      |
| Серветт   | 3:2  | Глазго Сіті | 1:1      | 2:1      |
| Волеренга | 3:6  | Хекен       | 1:3      | 2:3      |

#### Шлях представників ліг
Чотири переможці фіналів першого раунду приєдналися до шести команд, які стартували на цій стадії: володарі других місць з асоціацій із рейтингами від першого до шостого. П'ять переможців протистоянь вийшли до групового етапу.
| Команда 1   | Заг. | Команда 2      | 1-й матч | 2-й матч |
| ----------- | ---- | -------------- | -------- | -------- |
| Реал Мадрид | 2:1  | Манчестер Сіті | 1:1      | 1:0      |
| Леванте     | 2:4  | Олімпік Ліон   | 1:2      | 1:2      |
| Арсенал     | 7:0  | Славія         | 3:0      | 4:0      |
| Вольфсбург  | 6:5  | Бордо          | 3:2      | 3:3      |
| Русенгорд   | 3:6  | Гоффенгайм     | 0:3      | 3:3      |

### Груповий етап
У першому в історії турніру груповому етапі виступили 16 команд.

### Група A
| Команда    | І | В | Н | П | ЗМ | ПМ | РМ  | О  |
| ---------- | - | - | - | - | -- | -- | --- | -- |
| Вольфсбург | 6 | 3 | 2 | 1 | 17 | 7  | +10 | 11 |
| Ювентус    | 6 | 3 | 2 | 1 | 12 | 4  | +8  | 11 |
| Челсі      | 6 | 3 | 2 | 1 | 13 | 8  | +5  | 11 |
| Серветт    | 6 | 0 | 0 | 6 | 0  | 23 | −23 | 0  |

### Група B
| Команда         | І | В | Н | П | ЗМ | ПМ | РМ  | О  |
| --------------- | - | - | - | - | -- | -- | --- | -- |
| Парі Сен-Жермен | 6 | 6 | 0 | 0 | 25 | 0  | +25 | 18 |
| Реал Мадрид     | 6 | 4 | 0 | 2 | 12 | 6  | +6  | 12 |
| Житлобуд-1      | 6 | 1 | 1 | 4 | 2  | 15 | −13 | 4  |
| Брєйдаблік      | 6 | 0 | 1 | 5 | 0  | 18 | −18 | 1  |

### Група C
| Команда    | І | В | Н | П | ЗМ | ПМ | РМ  | О  |
| ---------- | - | - | - | - | -- | -- | --- | -- |
| Барселона  | 6 | 6 | 0 | 0 | 24 | 1  | +23 | 18 |
| Арсенал    | 6 | 3 | 0 | 3 | 14 | 11 | +3  | 9  |
| Гоффенгайм | 6 | 3 | 0 | 3 | 11 | 15 | −4  | 9  |
| Кеге       | 6 | 0 | 0 | 6 | 2  | 22 | −20 | 0  |

### Група D
| Команда      | І | В | Н | П | ЗМ | ПМ | РМ  | О  |
| ------------ | - | - | - | - | -- | -- | --- | -- |
| Олімпік Ліон | 6 | 5 | 0 | 1 | 19 | 2  | +17 | 15 |
| Баварія      | 6 | 4 | 1 | 1 | 15 | 3  | +12 | 13 |
| Бенфіка      | 6 | 1 | 1 | 4 | 2  | 16 | −14 | 4  |
| Хекен        | 6 | 1 | 0 | 5 | 3  | 18 | −15 | 3  |

### Плей-оф

#### Сітка
|  | Чвертьфінали | Чвертьфінали |                        |     | Півфінали | Півфінали |  |  | Фінал | Фінал |
|  |              |              |                        |     |           |           |  |  |       |       |
|  |              |              |                        |     |           |           |  |  |       |       |
|  |              |              |                        |     |           |           |  |  |       |       |
|  | Реал Мадрид  | 1:3          |                        |     |           |           |  |  |       |       |
|  | Реал Мадрид  | 1:3          |                        |     |           |           |  |  |       |       |
|  | Барселона    | 2:5          |                        |     |           |           |  |  |       |       |
|  | Барселона    | 2:5          | Барселона              | 5:1 |           |           |  |  |       |       |
|  |              |              | Барселона              | 5:1 |           |           |  |  |       |       |
|  |              | Вольфсбург   | 0:2                    |     |           |           |  |  |       |       |
|  | Арсенал      | Вольфсбург   | 0:2                    | 1:1 |           |           |  |  |       |       |
|  | Арсенал      |              |                        | 1:1 |           |           |  |  |       |       |
|  | Вольфсбург   | 0:2          |                        |     |           |           |  |  |       |       |
|  | Вольфсбург   | 0:2          | Барселона Олімпік Ліон | 1:3 |           |           |  |  |       |       |
|  |              |              | Барселона Олімпік Ліон | 1:3 |           |           |  |  |       |       |
|  |              |              |                        |     |           |           |  |  |       |       |
|  | Ювентус      | 2:1          |                        |     |           |           |  |  |       |       |
|  | Ювентус      | 2:1          |                        |     |           |           |  |  |       |       |
|  | Олімпік Ліон | 1:3          |                        |     |           |           |  |  |       |       |
|  | Олімпік Ліон | 1:3          | Олімпік Ліон           | 3:2 |           |           |  |  |       |       |
|  |              |              | Олімпік Ліон           | 3:2 |           |           |  |  |       |       |
|  |              | ПСЖ          | 2:1                    |     |           |           |  |  |       |       |
|  | Баварія      | ПСЖ          | 2:1                    | 1:2 |           |           |  |  |       |       |
|  | Баварія      |              |                        | 1:2 |           |           |  |  |       |       |
|  | ПСЖ          | 2:2          |                        |     |           |           |  |  |       |       |
|  | ПСЖ          | 2:2          |                        |     |           |           |  |  |       |       |

#### 1/4 фіналу
Жеребкування 1/4 фіналу відбулося 20 грудня 2021 року в штаб-квартирі УЄФА в Ньоні.
| Команда 1 | Заг. | Команда 2  | 1-й матч | 2-й матч |
| --------- | ---- | ---------- | -------- | -------- |
| Реал      | 3:8  | Барселона  | 1:3      | 2:5      |
| Баварія   | 3:4  | ПСЖ        | 1:2      | 2:2      |
| Арсенал   | 1:3  | Вольфсбург | 1:1      | 0:2      |
| Ювентус   | 3:4  | Ліон       | 2:1      | 1:3      |

#### 1/2 фіналу
Жеребкування півфіналу відбулося 20 грудня 2021 року в штаб-квартирі УЄФА в Ньоні.
Перші матчі відбулись 22 та 24 квітня, матчі-відповіді — 30 квітня 2022 року.
| Команда 1 | Заг. | Команда 2  | 1-й матч | 2-й матч |
| --------- | ---- | ---------- | -------- | -------- |
| Барселона | 5:3  | Вольфсбург | 5:1      | 0:2      |
| Ліон      | 5:3  | ПСЖ        | 3:2      | 2:1      |

### Фінал
Фінал відбувся 21 травня на стадіоні «Ювентус Стедіум» в Турині.
| 21 травня 2022 19:00 CET |

| Барселона            | 1:3 | Олімпік Ліон                                           |
| -------------------- | --- | ------------------------------------------------------ |
| Алексія Путельяс 41' |     | Амандін Анрі 6' Ада Геґерберг 23' Катаріна Макаріо 33' |

| Ювентус-Стедіум, Турин Глядачів: 32,257 Арбітр: Ліна Лехтоваара (Фінляндія) |

## Найкращі бомбардири
| Місце | Футболіст              | Клуб       | Голи | Асисти |
| ----- | ---------------------- | ---------- | ---- | ------ |
| 1     | Алексія Путельяс       | Барселона  | 11   | 2      |
| 2     | Табеа Васмут           | Вольфсбург | 10   | 2      |
| 3     | Катаріна Макаріо       | Ліон       | 8    | 2      |
| 4     | Марі-Антуанетта Катото | ПСЖ        | 7    | 0      |
| 5     | Ада Геґерберг          | Ліон       | 6    | 2      |